# Le Chalard
Le Chalard é uma comuna francesa na região administrativa da Nova Aquitânia, no departamento de Alto Vienne. Estende-se por uma área de 12,42 km². Em 2010 a comuna tinha 315 habitantes (densidade: 25,4 hab./km²).